# Mike Hercus
Pas d'image ? Cliquez ici

a Compétitions nationales et continentales officielles uniquement.

b Matchs officiels uniquement.
Dernière mise à jour le 13 septembre 2018.
Michael M.M Hercus dit « Mike Hercus », né le 5 juin 1979 à Falls Church (État de Virginie, États-Unis), est un joueur de rugby à XV américain, qui a joué avec l'équipe des États-Unis entre 2002 et 2009 au poste de demi d'ouverture.

## Carrière
Mesurant 1,80 m pour 84 kg, il a joué avec les clubs européens des Sale Sharks, Llanelli Scarlets et les Newport Gwent Dragons. Il est le recordman du nombre de points marqués avec l'équipe des États-Unis (465).
Il a obtenu sa première cape internationale le 22 juin 2002 à l’occasion d’un match contre l'Équipe d'Écosse à San Francisco, et sa dernière cape le 21 novembre 2009 contre l'Équipe d'Uruguay à Lauderhill (État de Floride, États-Unis). 
Hercus a disputé la Coupe du monde 2003 ainsi que la Coupe du monde 2007 pour un total de 8 matchs.

## Palmarès

### En club
- Vainqueur du Challenge européen en 2005 avec le Sale Sharks.
- Finaliste de la Coupe anglo-galloise en 2006 avec les Llanelli Scarlets.

### En sélection
- 48 sélections (45 fois titulaire, 3 fois remplaçant)
- 465 points (9 essais, 90 transformations, 76 pénalités, 4 drops)
- 6 fois capitaine entre le 30 septembre 2006 et le 30 septembre 2007
- Sélections par année : 7 en 2002, 9 en 2003, 6 en 2004 et 5 en 2005, 4 en 2006, 4 en 2007, 6 en 2008, 7 en 2009

En Coupe du monde :
- 2003 : 4 sélections (Fidji, Écosse, Japon, France)
- 2007 : 4 sélections (Angleterre, Tonga, Samoa, Afrique du Sud)